# Aleiodes tashimai
Aleiodes tashimai är en stekelart som först beskrevs av Kusigemati 1983.  Aleiodes tashimai ingår i släktet Aleiodes och familjen bracksteklar. Inga underarter finns listade i Catalogue of Life.